# 9 Korpus Piechoty
9 Korpus Piechoty (9 KP) - związek operacyjno-taktyczny Sił Zbrojnych PRL

## Formowanie
Korpus sformowano wiosną 1951 w ramach realizacji „Planu rozbudowy Wojska Polskiego na lata 1951-1952”. Był to korpus typu B należący do jednostek II rzutu operacyjnego. Początkowo w jego składzie znajdowały się cztery dywizje piechoty. Potem zmniejszono ich liczbę do trzech, jak w pozostałych korpusach. 
Korpus wchodził w skład  Warszawskiego Okręgu Wojskowego. Dowództwo korpusu stacjonowało w Lublinie. W 1952 na bazie korpusu sformowano 9 Korpus Armijny (typu B)

## Struktura organizacyjna korpusu (1951)
- Dowództwo 9 Korpusu Piechoty - Lublin
- 1 Warszawska Dywizja Piechoty - Legionowo
- 3 Pomorska Dywizja Piechoty - Lublin
- 18 Dywizja Piechoty od zimy 1951  - Ełk
- 24 Dywizja Piechoty do końca 1951 - Zambrów
- 25 Dywizja Piechoty do końca 1951 - Siedlce
- 118 Pułk Artylerii Ciężkiej - Lublin
- 53 batalion łączności - Lublin
- 68 batalion saperów - Krasnystaw

## Dowódcy korpusu
- płk Wiktor Konoplański (1951-1952)